# Liphistius tanakai
Espèce
Liphistius tanakai est une espèce d'araignées mésothèles de la famille des Liphistiidae.

## Distribution
Cette espèce est endémique de la région de Tanintharyi en Birmanie,. Elle se rencontre sur Lampi

## Description
La femelle holotype mesure 14,1 mm.

## Étymologie
Cette espèce est nommée en l'honneur de Nobuyuki Tanaka.

## Publication originale
- Ono & Aung, 2020 : « A new species of the genus Liphistius (Araneae: Mesothelae) from Lampi Island, Tanintharyi region, southern Myanmar. » Bulletin of the National Museum of Nature and Science Tokyo, sér. A, vol. 46, no 3, p. 89-95.